# Telioneura fuliginosa
Telioneura fuliginosa là một loài bướm đêm thuộc phân họ Arctiinae, họ Erebidae.